# Роберт Булвер Литон
Роберт Булвер Литон (1831 – 1891), је био енглески државник и песник, лични секретар свог стрица Хенрија Булвера док је био британски посланик у САД–у; 1852. аташе у Фиренци, 1854. у Паризу, 1856. у Хагу, 1858. у Петрограду, Цариграду и Бечу. Године 1860. генерални конзул у Београду. Због свог успеха у Београду постављен је за секретара британског посланства у Копенхагену; секретар амбасаде у Бечу 1872; британски посланик у Лисабону 1876; Генерални гувернер и вицекраљ Индије 1876; 1887. амбасадор у Паризу.